# Association pour le développement de l'informatique en Rhône-Alpes
 (juillet 2015).
Si vous disposez d'ouvrages ou d'articles de référence ou si vous connaissez des sites web de qualité traitant du thème abordé ici, merci de compléter l'article en donnant les références utiles à sa vérifiabilité et en les liant à la section « Notes et références ».
L'Association pour le Digital et l'IT en Région Auvergne-Rhône-Alpes (ADIRA) est une association créée en 1969 simultanément à Lyon et Grenoble pour promouvoir les technologies liées aux systèmes d’information.

## Histoire
L’Association pour le Digital et l'IT en Région Auvergne-Rhône-Alpes a été créée en 1969 simultanément à Lyon et Grenoble. L'ADIRA est une émanation de la chambre de commerce et d’industrie de Rhône-Alpes (CCIR) et du MEDEF, créée en lien avec l'université et les grandes écoles de la région.
Cette association est régie par la loi de 1901, elle promeut les technologies liées aux systèmes d’information initialement en Rhône-Alpes mais l’ADIRA veut se tourner vers l’extérieur.

## Fonctionnement
L’organisation de l’ADIRA tend à l’équilibre entre les entreprises utilisatrices et prestataires de produits & services.
Les membres des DSI ou des directions métier des entreprises adhérentes participent aux réunions des groupes de travail.
L'ADIRA organise 4 types d'actions :
- Information par la qualité des échanges au sein des groupes d’études thématiques
- Édition de rapports d’enquête ou de recommandations, d’études de tendances ou prospectives, d’état de l’art sur un sujet, de recensement de l’offre des produits et services
- Organisation d’événements ponctuels, de visites de sites… avec des partenaires adhérents sur des sujets d’actualité, en toute objectivité avec autant que faire se peut des retours d’expérience
- Relation établie et suivi des membres